# Jan Vermeer van Utrecht
Jan Vermeer van Utrecht anche Johannes van der Meer (Schipluiden, ? febbraio 1630 – Vreeswijk, 1696 ca) è stato un pittore olandese, esponente del secolo d'oro olandese. Benché nato in un villaggio nei pressi di Delft, non si è a conoscenza di rapporti di parentela con il famoso maestro Johannes Vermeer.

## Biografia
Figlio del maestro di scuola Adriaen Jansz. van der Meer (morto nel 1638) rimase orfano in tenera età e si trasferì dal nonno a Rotterdam dove rimase fino al 1652/53.
Nel 1653 viaggiò in Italia con Lieve Verschuier e, secondo quanto riportato da Arnold Houbraken, rimase a Roma diversi anni, qui divenne amico di Willem Drost e Johann Carl Loth.
Rientrato a Utrecht nel 1662 divenne membro della Gilda di San Luca di Utrecht della quale fu diacono dal 1664 al 1666. Sempre nel 1662 sposò Antonia van Eck, una facoltosa vedova proprietaria di una fabbrica di biacca, condusse una vita ricca e spensierata fino allo scoppio della Guerra d'Olanda e dell'occupazione francese che costrinse la coppia a fuggire ad Amsterdam. Qui Antonia morì il 12 novembre del 1672, Jan venne coinvolto in una causa da parte degli eredi del primo marito di Antonia.
Nel 1672 fu assunto dal comune di Utrecht quale esattore del pedaggio della chiusa del fiume a Vreeswijk, dove in seguito, il 18 marzo 1683, sposò Hendrina Houniet.
Morì a Vreeswijk intorno al 1696.

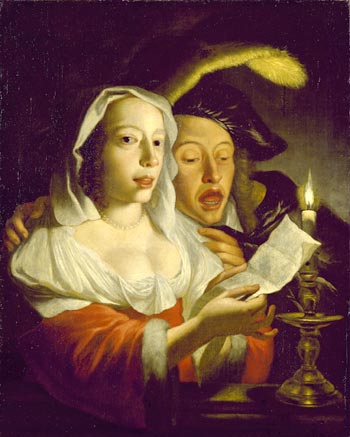
Coppia che canta, collezione privata
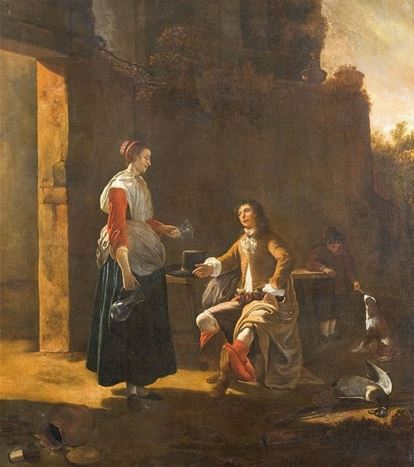
Il riposo del cacciatore
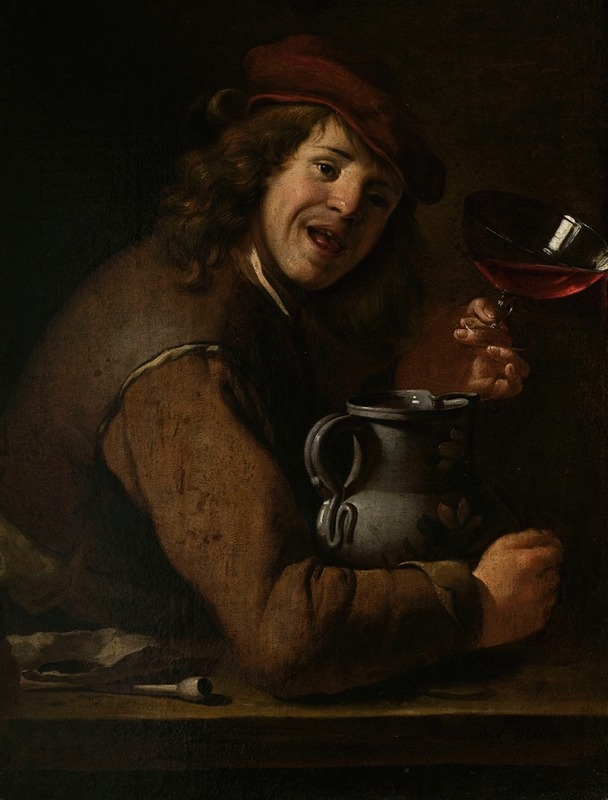
Ragazzo che beve vino (1656), Museo nazionale di Varsavia
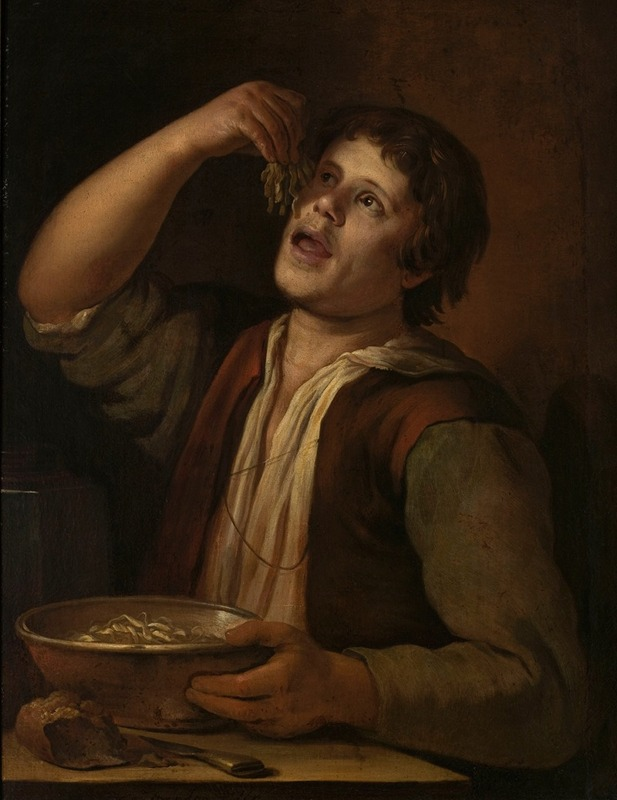
Ragazzo che mangia baccelli (1656), Museo nazionale di Varsavia
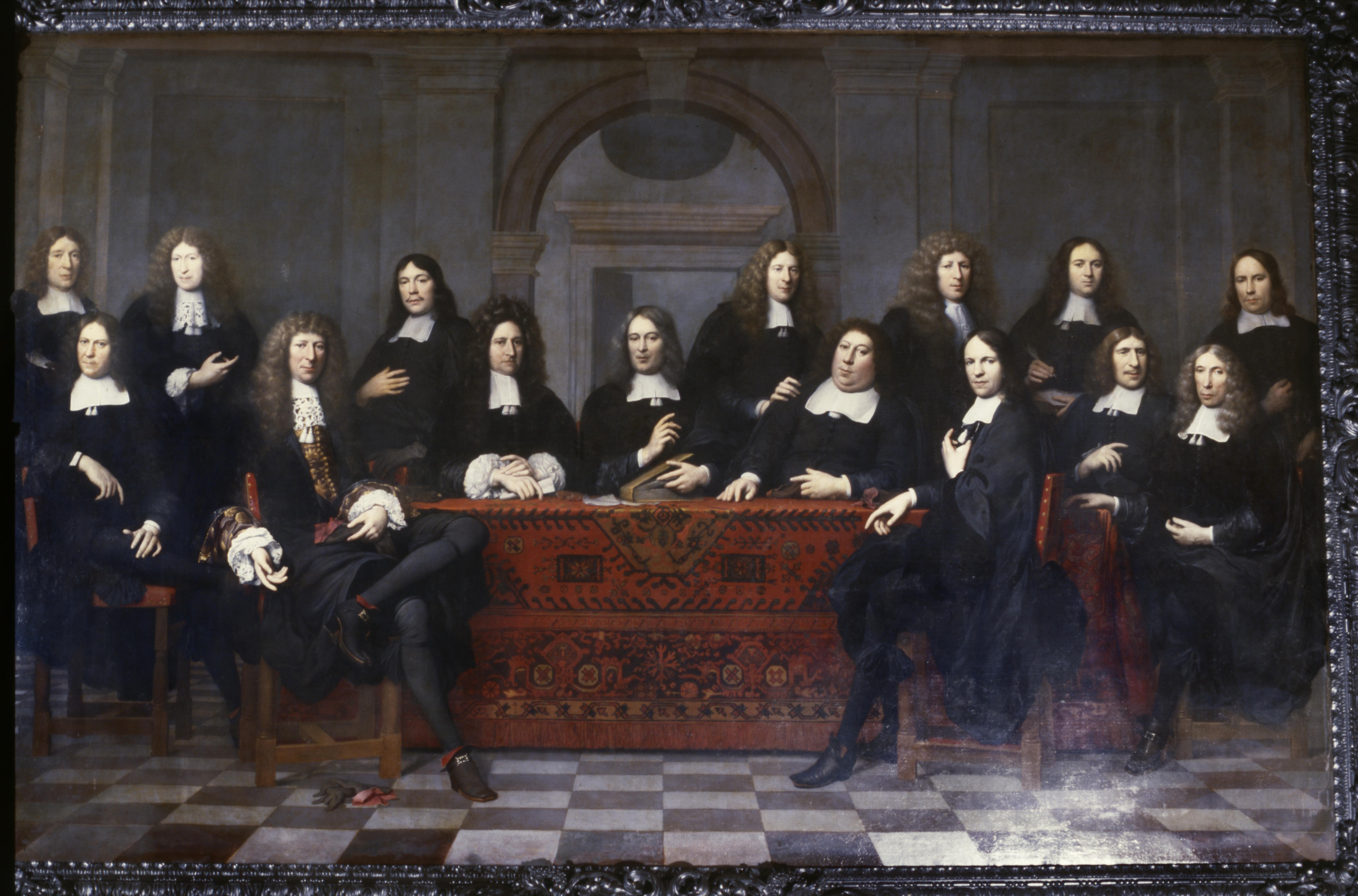
I reggenti dell'orfanotrofio di Utrecht (1680), Fondazione van Renswoude, Utrecht